# Симеон Андреев
Симеон Андреев Денев Чомпов (Чомнов) е български поет, писател, преводач, прозаик, журналист и библиотекар.

## Биография
Роден е на 17 септември 1887 година в Габрово. Завършва Априловската гимназия в родения си град, а след това учи в Търново. Още като ученик публикува стихове в 1907 година в списание „Ново общество“. В следващата 1908 година публикува разказ в списание „Наш живот“. Става репортер във вестник „Воля“ в 1911 година. Андреев е доброволец в Македоно-одринското опълчение през Балканската война. Работи като библиотекар в родния си град след края на войната. Взима участие в Първата световна война като войник в Седма пехотна тунджанска дивизия. Сътрудничи на военни вестници и списания.
След това Андреев започва работа като библиотекар в Народния театър в 1920 година, а после работи в Народната библиотека.
Редактор е във вестниците „Свободна реч“ и „Сговор“. Публикува в редица издания, сред които „Светулка“, „Златорог“, „Българска реч“, „Детска радост“, „Слово“, „Македония“, „Кокиче“ и други. Автор е на множество фейлетони, рецензии, стихове, разкази, преводи, статии и творби за деца.